# 1140
Cette page concerne l'année 1140  du calendrier julien. Pour l'année 1140 av. J.-C., voir 1140 av. J.-C.
L'année 1140 est une année bissextile qui commence un lundi.

## Événements

### Proche-Orient
- 29 mars : début du règne de Mujir ad-Din Abaq, atabeg bouride de Damas (fin en 1154) sous la régence du vizir Mu’in ad-Din Unur[1]. Zanki assiège alors Damas et Unur envoie en ambassade Oussama Ibn Mounqidh auprès de Foulques V d’Anjou : un traité est conclu et la forteresse de Panyas est livrée aux Francs en échange de leur appui.

- 4 mai : levée du siège de Damas devant l’arrivée de l’armée de secours envoyé par Foulques[2]. Zanki, repoussé de Syrie, se consacre à la lutte contre les Ortoqides et les Kurdes autour de Mossoul.

- Les Hospitaliers deviennent un ordre militaire[3].

### Europe
- 22 février : signature du traité de Carrión entre la Castille et l’Aragon[4].
  - Reprise de la reconquête en Espagne sous l’impulsion castillane, qui progresse du Duero à la cordillère centrale ; l’Aragon et la Navarre atteignent l’Èbre.

- Après le 28 avril : les fils de Roger II de Sicile, Roger III d’Apulie et Alphonse de Capoue, terminent la conquête des Abruzzes[5]. En juillet, ils occupent Sora, Arce et Ceprano[6].

- 2 juin : ouverture du concile de Sens. Bernard de Clairvaux obtient la condamnation d’Abélard pour sa théologie rationaliste[7]. Abélard doit s'exiler à Cluny.

- 9 juin : consécration de la façade occidentale de la basilique de Saint-Denis[8].
- 14 juillet : pose de la première pierre du chevet de style gothique de la basilique de Saint-Denis par l’abbé de Saint-Denis Suger[8].

- Fin juillet[9] : Roger II de Sicile convoque ses vassaux aux assises d’Ariano qui promulguent une série de lois intégrant des éléments byzantins, arabes et normands, dans un cadre du droit romain[10].

- 14 octobre : fondation de l’évêché de Wollin en Poméranie occidentale, transféré à Cammin en 1176. Adelbert en devient le premier évêque[11],[12].
- 21 décembre : victoire des partisans de l’empereur Conrad III de Hohenstaufen au siège de Weinsberg[13].

- Premier chapitre constitutif de l'Ordre des Chartreux[14].